# Invasion mongole de l'Empire khwarezmien
Pour un article plus général, voir Conquêtes mongoles.
Conquêtes mongoles
Batailles
- Birmanie :
  - 1re
    - Ngasaunggyan
    - Bhamo
    - Pagan

  - 2e
- Asie centrale :
  - Qara Khitai
  - Empire khorezmien
- Chine :
  -  Xia occidentaux
  - Jin
  - Song
  - Dali
- Japon :
  - Bun’ei
  - Kōan
- Viêt Nam :
  - Bach Dang
- Autres invasions :
  - Inde
  - Java
  - Corée
  - Tibet

- Rus’ de Kiev
- Khanat de la Volga (Samara Bend, Bilär)
- Durdzuketia
- Pologne (1re invasion)
- Hongrie (1re invasion)
- Bulgarie et Serbie
- Empire latin de Constantinople
- Pologne (2e invasion)
- Thrace
- Hongrie (2e invasion)
- Pologne (3e invasion)
- Serbie (2e invasion)

Proche-Orient
- Empire khorezmien
- Arménie
- Géorgie
- Anatolie (Köse Dağ)
- Bagdad
- Levant
- Palestine (Aïn Djalout)

L'invasion mongole de l'Empire khwarezmien est une campagne militaire dirigée par Genghis Khan, qui a lieu entre 1219 et 1221 et qui marque le début de l'invasion mongole des pays musulmans. L’expansion mongole se solde finalement par la conquête de la quasi-totalité de l’Asie, ainsi que certaines parties de l’Europe de l'Est, à l'exception du Japon, du sultanat mamelouk d’Égypte et de la plus grande partie du sous-continent indien et de l’Asie du Sud-Est.
Dans un premier temps, les Mongols ne souhaitent pas envahir l’Empire khwarezmien. Selon l’historien persan Juzjani, au début Genghis Khan a juste envoyé à Ala ad-Din Muhammad, le souverain de l’Empire khwarezmien, un message visant à établir des liens commerciaux, où il s'adresse à lui comme étant son voisin : « Je suis le maître des terres du soleil levant, tandis que vous régnez sur celles du soleil couchant. Concluons un solide traité d’amitié et de paix ». Suivant les chroniques ou les traductions consultées, on peut aussi trouver cette version du texte : « Je suis le Khan des terres du soleil levant, tandis que vous êtes le Sultan de celles du soleil couchant : concluons un solide accord d’amitié et de paix ».
À cette date, le Khan a réussi à unifier tous les « peuples des tentes de feutre », soit les tribus nomades de Mongolie ainsi que plusieurs peuples turcs et quelques autres peuples nomades.
Cette unification a été menée à bien avec relativement peu de pertes humaines et presque aucune perte matérielle.
Mais les guerres des Mongols avec les Jürchens de la dynastie Jin et les Tangoutes de la dynastie Xia ont cependant montré à quel point les Mongols peuvent être cruels.
Le Chah Muhammad accepte avec réticence ce traité de paix, qu'il va bien vite rompre.
En effet, la guerre commence moins d’un an plus tard, quand une caravane mongole et ses émissaires sont massacrés dans la ville khwarezmienne d’Otrar.
Dans la guerre qui s’ensuit, l’Empire khwarezmien est détruit en moins de deux ans.

## Origines du conflit
Après la défaite des Kara-Khitans, l'Empire mongol de Gengis Khan gagne une frontière avec l’Empire khwarezmien, qui est dirigé par le Chah Ala ad-Din Muhammad. À cette époque, le Chah venait juste d'annexer de nouveaux territoires et était également occupé par un différend avec Al-Nasir, le calife de Bagdad. En effet, héritant d'un conflit larvé datant de l'époque de son père, Ala ad-Din Tekish, Ala ad-Din Muhammad a refusé de rendre l’hommage obligatoire au calife, le chef titulaire de l’Islam, et a exigé de ce dernier qu'il le reconnaisse shah de son empire, sans avoir recours aux habituels prétextes fallacieux et autres pots-de-vin. Muhammad a donc des problèmes à gérer sur sa frontière ouest lorsque les Mongols apparaissent sur sa frontière nord-est à la faveur de l'expansion de leur empire. S'il est un point sur lequel les historiens mongols sont formels et inflexibles, c'est qu'à ce moment-là, le grand khan n’a aucune intention d’envahir l’Empire khwarezmien et est seulement intéressé par le commerce et même une potentielle alliance.
Le Chah est très suspicieux par rapport aux intentions réelles de Genghis Khan concernant cet accord commercial et les messages de son ambassadeur à Zhongdu (Pékin), qui lui décrivent la sauvagerie exagérée des Mongols lorsqu’ils ont attaqué la ville pendant leur guerre avec la dynastie Jin ne sont pas faits pour le rassurer. De plus le calife de Bagdad a tenté de déclencher une guerre entre les Mongols et le Chah, quelques années avant le déclenchement de la véritable invasion mongole. Le calife a tenté de s'allier avec Gengis à cause de son différend avec le Chah ; mais le khan n’a aucun intérêt à s'allier avec quelqu'un revendiquant une autorité suprême, même si ladite autorité est purement symbolique. Cette opposition inconciliable entre les prétentions universalistes du Calife et celles des Mongols conduit par la suite à la destruction du califat par Houlagou Khan, le petit-fils de Gengis Khan. De plus, au moment de cette demande, la guerre contre la dynastie Jin mobilise toutes les forces de Gengis, qui gagne plus à commercer avec l’Empire khwarezmien qu'à déclencher une nouvelle invasion.
Après son message, le Khan envoie une caravane comptant 500 hommes, tous musulmans, pour établir des liens commerciaux officiels avec le Khwarezm. Cependant, Inalchuq, le gouverneur de la ville khwarezmienne d’Otrar, arrête les membres de la caravane qui viennent de Mongolie et affirme qu'ils s'agit d'espions envoyés par les Mongols au Khwarezm. Malgré les affirmations du gouverneur, il semble peu probable que tous les membres de la délégation commerciale soient des espions, tout comme il semble peu probable que Gengis tente d’engager un conflit avec l’Empire khwarezmien. En effet, au même moment il progresse régulièrement dans sa campagne militaire contre un empire Jin chancelant et semble être en bonne voie pour annexer le nord de la Chine .
Gengis Khan réagit à cette arrestation en envoyant un groupe de trois ambassadeurs, un musulman et deux Mongols, rencontrer le Chah lui-même et exiger que la caravane soit remise en liberté et que le gouverneur lui soit remis pour être puni. Le Chah rejette en bloc les demandes du Khan, fait raser les Mongols et décapiter le musulman, avant de les renvoyer en Mongolie. Muhammad ordonne également l'exécution de tous les membres de la caravane. Ceci est considéré comme un grave affront fait au Khan lui-même, pour qui les ambassadeurs « sont sacrés et intouchables ». Furieux, Gengis Khan réagit en attaquant la dynastie des Khwarezmchahs et en 1219 les Mongols traversent les monts Tian pour attaquer l’empire du Chah.

## Début de l'invasion
Après avoir rassemblé des informations provenant de nombreuses sources de renseignement, principalement d'espions situés le long de la route de la soie, Gengis Khan a soigneusement préparé son armée, qui est organisée différemment par rapport à ses précédentes campagnes. Les changements concernent surtout l'intégration de nouvelles unités qui viennent appuyer ses redoutables cavaliers lourds et légers. Même s'il s'appuie toujours sur les avantages que lui procurent sa traditionnelle cavalerie nomade mobile, Gengis a assimilé de nombreux aspects de l'art de la guerre chinois, notamment tout ce qui concerne la guerre de siège. Son train de bagages inclut des engins de siège, comme des béliers, de la poudre à canon et d'énormes balistes capables de lancer des flèches de 20 pieds de long dans les murs et les rangs des assiégés. En outre, les Mongols peuvent compter sur un formidable réseau de renseignements et ils n'envahissent jamais un adversaire sans avoir au préalable étudié ses capacités militaires et économiques, ainsi que sa volonté et sa capacité à résister. Par exemple, Subötaï et Batu ont procédé à des repérages pendant un an en Europe centrale, avant de détruire les armées de la Hongrie et la Pologne dans deux batailles distinctes, à deux jours d’intervalle.
Les avis divergent sur la taille exacte de l’armée mongole durant cette campagne. Beaucoup d’historiens musulmans contemporains des événements affirment que l’armée mongole était supérieure en nombre, avec 400 000 soldats du Chah, répartis dans tout l’empire, devant faire face à environ 600 000-700 000 Mongols. Certaines sources, plus rares, parlent de 800 000 soldats pour Gengis Khan. Le problème de ces chiffres, c'est que cela correspond à plusieurs fois la taille de la population mongole totale. En effet, le mode de vie nomade de ces derniers les empêche d'amasser les ressources alimentaires nécessaires à la survie d'une population importante. Les historiens modernes débattent encore pour savoir dans quelle mesure ces chiffres reflètent la réalité. David Morgan et Denis Sinor, entre autres, doutent que ces chiffres soient exacts en termes absolus ou relatifs, tandis que John Mason Smith considère qu'il s'agit de chiffres exacts. Sinor attribue aux Khwarezmiens une armée comptant au total 400 000 soldats, mais limite celle des Mongols à 100 000 -150 000 hommes. Les sources quasi contemporaines de l'invasion, telles que les écrits de Rashid Al-Din, affirment que les Mongols avaient au total 105 000 soldats en 1206 et 129 000 en 1227. Enfin, John France, après avoir recoupé une grande variété de sources et utilisé des méthodes d’estimation, considère que l'armée mongole était forte de 75 000 soldats et que l'armée du shah en comptait probablement 40 000.
Toujours est-il que Gengis prend avec lui ses généraux les plus capables, ainsi qu'un grand nombre de combattants et d'experts d'origine non mongole, principalement des Chinois. Ces étrangers sont des spécialistes du siège, de la construction de ponts, des médecins et une grande variété de soldats spécialisés. Lors de l’invasion de la Transoxiane en 1219, en plus de la force principale des Mongols, Gengis Khan a utilisé une unité de Chinois spécialistes des catapultes durant les combats. Ils sont également présents en 1220, lorsque le Khan retourne en Transoxiane. Ces Chinois ont pu utiliser les catapultes pour lancer des bombes à poudre noire, car ils maitrisent déjà cette technologie à l'époque et plusieurs Chinois familiarisés avec l'usage de la poudre à canon servent dans l’armée du Khan. Les historiens suggèrent que c'est l’invasion mongole qui a amené les armes à poudre noire chinoise en Asie centrale. L’une de ces armes est le huochong, un mortier chinois.

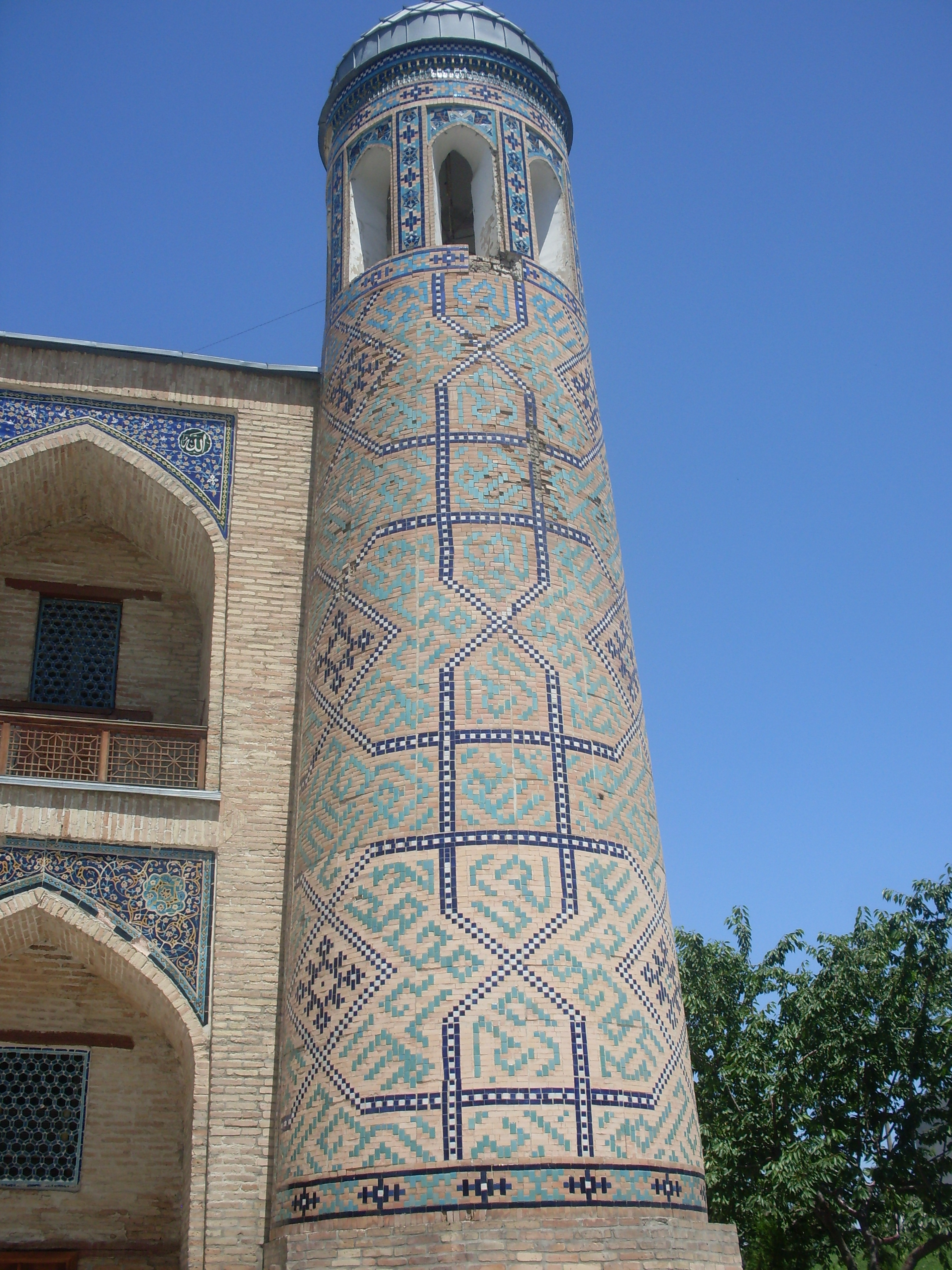
La médersa Kukaldash (Tachkent).

C'est durant cette invasion que le Khan utilise pour la première fois la tactique de l’attaque indirecte, qui va devenir une des marques distinctives de ses campagnes ultérieures et de celles de ses fils et petits-fils. Gengis Khan divise ses armées et envoie vers le cœur du territoire ennemi une force dont le seul objectif est de trouver et exécuter le Chah, ce qui implique que le dirigeant d'un empire aussi vaste que celui du Khan, avec à sa disposition une armée plus importante, est obligé de courir à travers son propre pays pour sauver sa vie. Les différentes armées mongoles ainsi formées détruisent une à une les troupes dispersées du Chah et commencent la dévastation totale du pays, dévastation qui va également devenir une des marques distinctives des campagnes ultérieures du Khan.

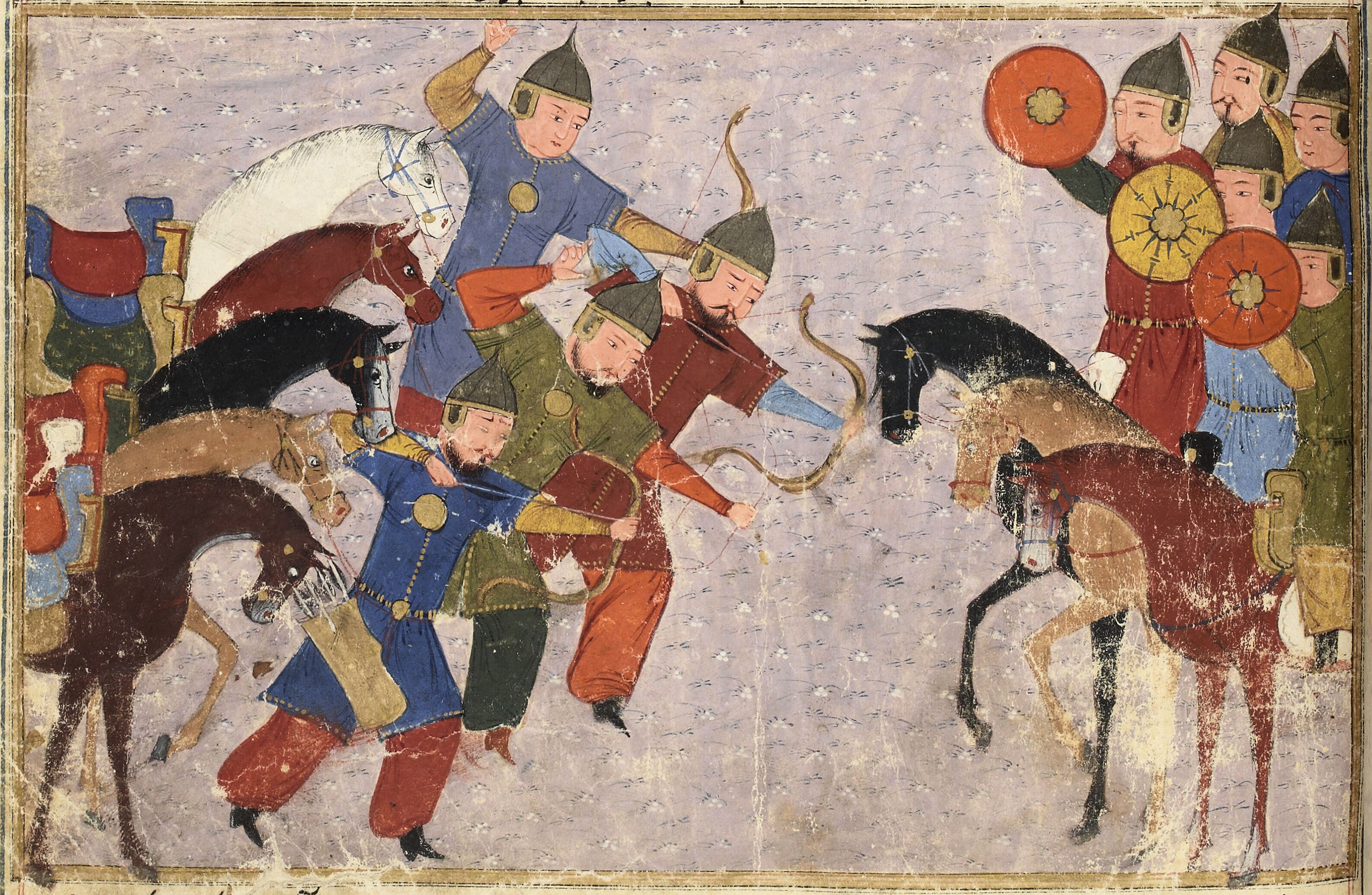
La bataille de Vâliyân (1221). Jami al-tawarikh, Rashid al-Din.

De son côté, le Chah Muhammad a mobilisé une armée hétéroclite, ses soldats turcs sont indisciplinés et l'unité fait défaut entre les soldats turcs, iraniens, arabes et afghans de l'armée. La méfiance du Chah à l'égard de ses troupes et de ses commandants turcs Qanqli,, fait qu'il n'envisage de livrer bataille que dans des conditions favorables et avec une supériorité numérique sur ses adversaires. Il adopte une stratégie de défense en profondeur basée sur des villes fortifiées,,, et installe des garnisons de soldats vétérans dans différentes villes, dont Otrar, Boukhara, Banakat et Samarcande, comptant sur l'inexpérience des Mongols en matière de siège et sur leur méconnaissance du terrain pour retarder leur progression et lui donner l'occasion de livrer bataille au moment où il le décidera. Il prévoit de lever une nouvelle armée au-delà de l'Amou-Daria, près de Kelif, puis de frapper les Mongols en Transoxiane, ou de défendre la barrière de l'Amou-Daria en empêchant les Mongols de franchir le fleuve et, si nécessaire, de battre en retraite vers Ghazni, puis vers l'Inde. Les décisions initiales du Chah en matiére de tactique et de déploiement de ses troupes vont se révéler catastrophiques tout au long de la campagne.
Bien que fatigués par leur voyage, les Mongols remportent leurs premiers combats contre l’armée khwarezmienne. Une armée mongole, commandée par Djötchi et forte de 25 000 à 30 000 hommes, attaque l’armée du Chah au sud du Khwarezm et empêche une autre armée, beaucoup plus importante, de passer par les montagnes. La principale armée mongole, dirigée par Gengis Khan en personne, atteint la ville de Otrar à l’automne 1219. Après un siège de 5 mois, les forces du Khan réussissent à prendre d'assaut la partie principale de la ville en capturant une porte d’entrée non sécurisée.
La citadelle d'Otrar résiste pendant un mois, après la chute du reste de la ville, avant d'être prise à son tour. Inalchuq, qui est toujours le gouverneur de la ville, résiste jusqu'à la fin, finissant même par grimper au sommet de la citadelle dans les derniers instants du siège pour jeter des tuiles sur les Mongols venant vers lui. Gengis fait tuer de nombreux habitants, réduire les survivants en esclavage et exécuter Inalchuq.

## Les sièges de Boukhara, Samarcande et Ourguentch

### Boukhara
Gengis met Jebe, un de ses généraux, à la tête d’une petite armée, et l'envoie vers le sud couper toute possibilité de retraite au shah, au moins dans cette moitié de son Royaume.
En outre, Gengis et son fils Tolui, à la tête d’une armée d’environ 50 000 hommes, passent à côté de Samarcande et vont vers l’ouest pour assiéger en premier la ville de Boukhara.
Pour ce faire, ils traversent le désert du Kyzylkoum, pourtant jugé infranchissable, en progressant d'une oasis à l'autre, grâce à des nomades capturés qui leur servent de guides.
Les Mongols arrivent aux portes de Boukhara en étant pratiquement passé inaperçus, ce que nombre de tacticiens militaires considèrent comme étant l'une des attaques surprises les plus réussies de cette guerre.
La ville de Boukhara n'est pas lourdement fortifiée et possède comme seules protections un fossé, un mur unique et la citadelle typique des villes khwarezmi. La garnison de Boukhara est composée de soldats turcs et est dirigée par les généraux turcs, qui tentent une sortie le troisième jour du siège. Ces troupes, chargées de briser le siège, peut-être 20 000 hommes, sont anéanties dans la bataille qui s'ensuit. Les dirigeants de la ville ouvrent les portes de leur cité aux Mongols, bien qu’une unité de défenseurs turcs réussisse à tenir la citadelle de la ville pendant douze jours.
Une fois la ville totalement entre ses mains, le khan fait exécuter les survivants de la citadelle, envoyer les artisans en Mongolie, enrôler dans l'armée les jeunes hommes qui n’ont pas combattu et réduire en esclavage le reste de la population.
Pendant que les soldats mongols pillent la ville, un incendie éclate, réduisant en cendres la majeure partie de la cité.

### Samarcande
Après la chute de Boukhara, Gengis se dirige vers Samarcande, la capitale khwarezmienne, où il arrive en mars 1220.
Samarcande possède des fortifications bien plus importantes que Boukhara et est défendue par 100 000 hommes.
Alors que Gengis commence le siège de la ville, ses fils Djaghataï et Ögedeï le rejoignent après avoir terminé la mise au pas d’Otrar. Une fois les armées réunies, les Mongols lancent un assaut sur la ville en utilisant les prisonniers comme boucliers humains.
Le troisième jour des combats, la garnison de Samarcande lance une contre-attaque. Feignant de battre en retraite, Gengis attire 50 000 des soldats de la garnison à l’extérieur des fortifications de Samarcande et les massacre. À deux reprises, le shah Muhammad tente de briser le siège de la ville, mais il est repoussé à chaque fois.
Le cinquième jour, toute la garnison se rend, à part à peu près 2 000 soldats, des partisans fanatiques du Chah, qui s'enferment dans la citadelle.
Après la chute de la forteresse, Gengis revient sur les conditions de la capitulation et fait exécuter tous les soldats qui ont pris les armes contre lui à Samarcande.
Les habitants de la ville reçoivent l’ordre d’évacuer et de se rassembler dans une plaine à l’extérieur de la cité, où ils sont tués et décapités. Des pyramides de têtes coupées sont élevées, comme symbole de la victoire des Mongols.

### Ourguentch

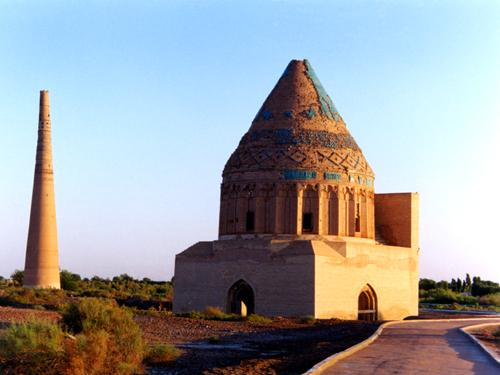
Les ruines du palais du Chah Ala ad-Din Muhammad, à Kounia-Ourguentch

À peu près au moment de la chute de Samarcande, Gengis Khan charge Subötaï et Jebe, deux de ses principaux généraux, de traquer le Chah. Ce dernier a fui vers l'ouest avec quelques-uns de ses plus fidèles soldats et son fils, Jalal ad-Din, sur une petite île située dans la mer Caspienne, non loin d'Abaskun. C’est là, en décembre 1220, que le Chah meurt d’une pneumonie.
À cette date, la riche ville commerciale d'Ourguentch est encore entre les mains des forces khwarezmiennes. Peu de temps auparavant, Terken Khatoun, mère du shah régnait sur cette ville, mais elle s’enfuit lorsqu’elle apprend le départ de son fils vers la mer Caspienne. Finalement, elle est capturée dans le Mazandéran et envoyée en Mongolie où elle mourra en 1233. Ses petites-filles sont partagées entre les princes mongols.

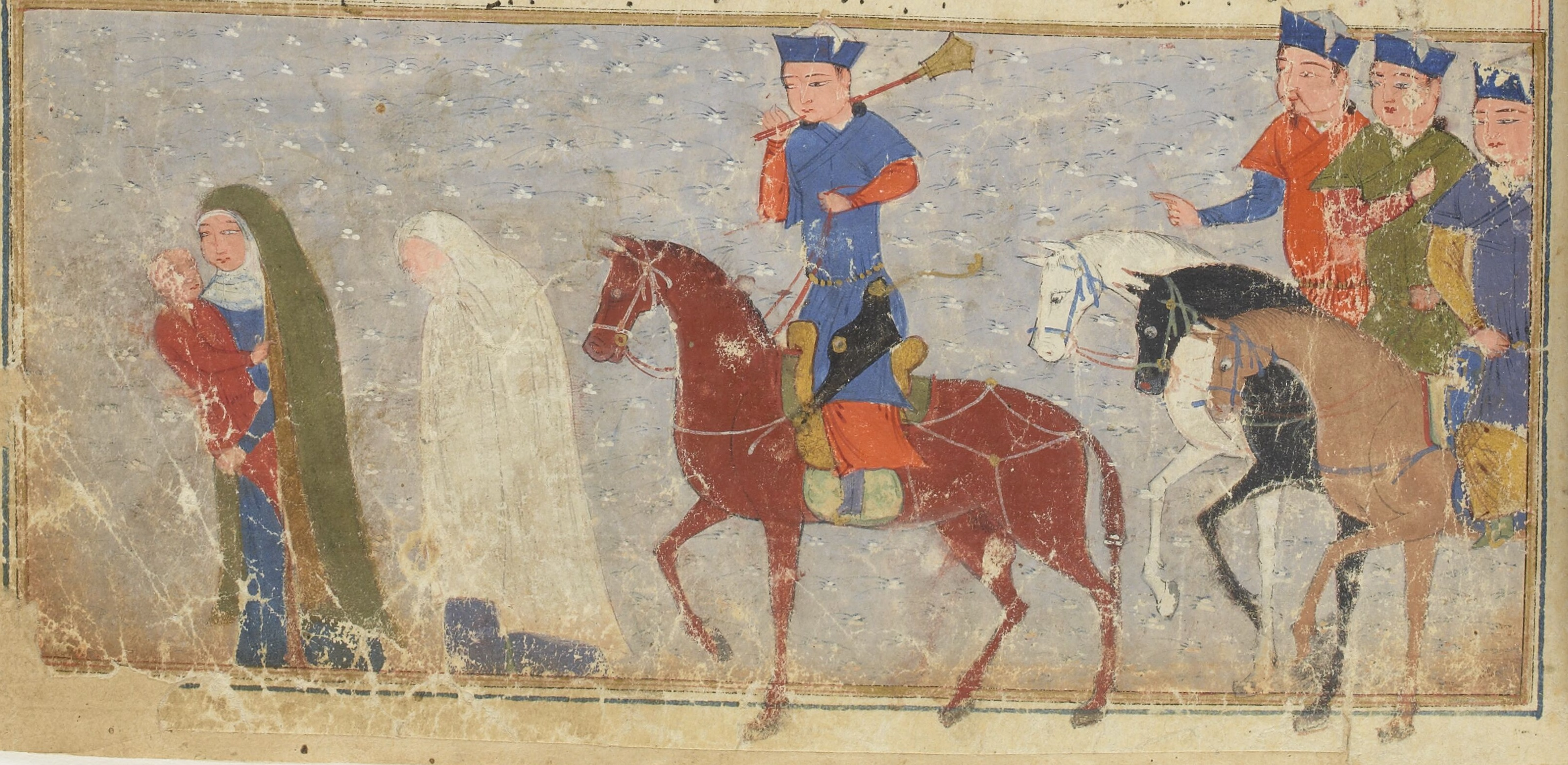
Terken Khatoun, impératrice de l'empire khwarezmien, connue comme étant « la reine des Turcs », prisonnière de l'armée mongole.

L’assaut sur Ourguentch s’avère être la bataille la plus difficile de l’invasion mongole.
La guerre n'est pas finie pour autant, car Khumar Tegin, un des généraux de Muhammad, se proclame Sultan d’Ourguentch.
Djötchi, qui fait campagne dans le Nord depuis le début de l’invasion, approche la ville depuis cette direction, tandis que Genghis, Djaghataï et Ögedeï attaquent depuis le sud.
La ville est construite le long du fleuve Amou-Daria dans un delta marécageux, soit une terre molle qui ne se prête pas à la guerre de siège et les catapultes manquent de grosses pierres. Les Mongols attaquent sans se soucier de ces problèmes et la ville tombe seulement après des combats acharnés contre ses défenseurs.
Les soldats du Khan doivent se battre bloc de maisons par bloc de maisons pour s'emparer de la ville, ce qui se traduit par un nombre de victimes supérieur à celui des autres batailles dans les rangs mongols, ces derniers ayant du mal à adapter leurs tactiques habituelles aux combats urbains.
La prise d’Ourguentch est également compliquée par les tensions existant entre le Khan et son fils aîné, Djötchi, qui devait recevoir la ville comme récompense de sa bravoure. La mère de Djötchi est la même que celle de ses trois frères, Börte, qui a été mariée dès l'adolescence à Gengis Khan et qui semble être l’amour de la vie du Khan. En effet, seuls ses fils ont été reconnus comme étant les fils et successeurs « officiels » de Genghis, plutôt que ceux conçus par le Khan avec ses à peu près 500 « femmes et consorts ». Mais la conception de Djötchi prête à controverse ; car durant les premiers jours de l’arrivée du Khan au pouvoir, Börte a été capturée et violée alors qu’elle était prisonnière. Djötchi est né neuf mois plus tard. Même si Gengis Khan a choisi de le reconnaître comme étant son fils aîné, principalement en raison de son amour pour Börte, qu'il aurait dû rejeter s'il rejetait son enfant, des questions ont toujours existé sur la vraie filiation de Djötchi.
Ces tensions sont présentes lorsque Djötchi s'engage dans des négociations avec les défenseurs, pour essayer de les convaincre de déposer les armes. À ce stade de l'assaut, une grande partie de la ville n'a pas encore été endommagée par les combats et le fils ainé du Khan cherche visiblement à s'emparer de la ville en évitant sa destruction totale. Ces négociations mettent en colère Djaghataï et Gengis met fin à ce combat entre frères en nommant Ögedeï commandant des forces chargées du siège de la ville, alors qu'Ourguentch tombe face à l'assaut mongol. Ce faisant le Khan rend Djötchi furieux, car ce dernier ne supporte pas de perdre son commandement alors que ses compétences militaires sont indiscutables, et de voir réduite en cendres la ville qu'on lui avait promise. Dès lors, un fossé se crée entre lui d'une part, son père et ses frères d'autre part, et c'est la rancœur qui, par la suite, va guider les actions du fils ainé du Khan.
Comme à chaque fois, après la chute de la ville les artisans sont envoyés en Mongolie, les enfants et les jeunes femmes sont donnés aux soldats mongols comme esclaves et le reste de la population est massacré. Le savant Perse Djuwani affirme que 50 000 soldats mongols ont reçu la tâche d’exécuter vingt-quatre citoyens d'Ourguentch chacun, ce qui signifierait que 1,2 million de personnes ont été tuées. Ce chiffre est presque certainement une exagération, car rien ne prouve que la population de la ville ait été assez importante pour qu'après avoir enlevé les artisans, les enfants et les jeunes il reste encore 1,2 million de personnes à tuer.

## La campagne du Khorassan
Alors que les Mongols pénètrent dans Ourguentch, Gengis donne à Tolui, son plus jeune fils issus de Börte, le commandement d'une armée, dans la province du Khorassan, qui se trouve dans la partie ouest de l'Empire khwarezmien. Le Khorassan avait déjà senti la puissance des armées mongoles, lorsque les généraux Djebé et Subötaï avaient traversé la province pour poursuivre le Chah qui s’enfuyait. Toutefois, la région est loin d'être subjuguée, car beaucoup de grandes villes ne sont pas encore sous le contrôle de l’Empire mongol et la province est en pleine rébellion contre les forces mongoles, jusqu'alors peu présentes. En effet, des rumeurs se propagent voulant que Jalal ad-Din, le fils du défunt Chah Muhammad, rassemble une armée pour lutter contre les Mongols, ce qui encourage les rebelles. L'armée de Tolui compte à peu près 50 000 hommes et est composée d’un noyau d'environ 7 000 soldats mongols, auxquels il faut ajouter un grand nombre de soldats étrangers, comme des Turcs et des peuples originaires de Chine et de Mongolie. Cette armée inclut également des machines de guerre et de siège : « 3000 machines lançant de lourdes flèches incendiaires, 300 catapultes, 700 trébuchets servant à projeter des pots remplis de naphte, 4 000 échelles pour grimper le long des murailles et 2 500 sacs de terre pour remplir les douves ». Les premières villes à tomber sont Termez et Balkh, mais Merv est la plus grande cité prise par l’armée de Tolui. Juvayni a écrit au sujet de Merv : « Par l'étendue de son territoire, elle excelle parmi les terres du Khorassan, et l’oiseau de la paix et la sécurité survole ses confins. Le nombre de ses hommes vaillants rivalise avec les gouttes de la pluie d’avril, et sa terre a rencontré les cieux ».
La garnison de Merv est de seulement environ 12 000 hommes et la ville est littéralement inondée de réfugiés en provenance de l’est de l'Empire khwarezmien. Tolui assiège la ville pendant six jours et la prend d'assaut le septième jour. Toutefois, la garnison réussit à repousser l’assaut et à lancer sa propre contre-attaque contre les Mongols, avant d'être repoussée à son tour à l'intérieur de la ville. Le lendemain, le gouverneur de la ville se rend sur la promesse de Tolui que la vie des citoyens sera épargnée. Cependant, dès qu'il est le maitre de la ville, Tolui fait tuer presque toutes les personnes qui se sont rendues, lors d’un massacre presque plus important que celui d'Ourgentch. Après la prise de Merv, Tolui se dirige vers l’Ouest et attaque les villes de Nishapur et Hérat. Nishapur tombe après seulement trois jours, mais Tokuchar, le gendre de Gengis, est tué durant la bataille. Après la prise de la cité, Tolui fait tuer tous les habitants de la ville et laisse la direction des opérations à la veuve de Tokuchar. Après la chute de Nishapur, Hérat se rend sans combattre et est épargnée. Un autre massacre a lieu en 1221 après la prise de Bamian, une ville située dans l'Hindou Kouch, qui ne se rend qu'après une résistance farouche. Cette fois-ci, le déclencheur est la mort du petit-fils de Gengis Khan durant les combats. Enfin, les villes de Toos et Mashad sont prises, ce qui assure aux Mongols le contrôle complet de la province de Khorassan durant le printemps 1221. Laissant derrière lui plusieurs garnisons, Tolui repart vers l'est pour rejoindre son père.

## Fin de la campagne et conséquences
Après la campagne mongole du Khorassan, l’armée du Chah est définitivement détruite. Cela n'empêche pas Jalal ad-Din, le fils de Ala ad-Din Muhammad, de revendiquer le trône après la mort de son père et de commencer à rassembler les derniers restes de l’armée khwarezmienne dans la région qui correspond maintenant à l’Afghanistan. Mis au courant de la situation, Gengis Khan, envoie Shigi Qutuqu, qui occupe un poste de responsable de la justice auprès du Khan, traquer l’armée que Jalal al-Din commence à réunir, pendant qu'il soumet les dernières poches de résistances,. 
Les deux ennemis se rencontrent durant le printemps 1221, près de la ville de Parwan. La bataille qui s'ensuit s'achève par une défaite humiliante pour les forces mongoles. Furieux, Genghis Khan se dirige personnellement vers le sud et défait Jalal al-Din sur les rives du fleuve Indus. Après sa défaite, Jalal al-Din s’enfuit en Inde, où Genghis le traque un temps sur la rive sud de l’Indus. Comme il n'arrive pas à retrouver le fuyard, le Khan repart vers le nord en se contentant de laisser le Chah déchu en Inde.
Après avoir mis au pas les derniers foyers de résistance, Genghis retourne en Mongolie et laisse derrière lui quelques troupes mongoles en garnison. La destruction et l’absorption de l’Empire khwarezmien vont s'avérer être un bon aperçu de ce qui attend l'Europe et le monde arabe durant les décennies suivantes.
La destruction de l'empire khwarezmien ouvre en grand aux Mongols les portes de l'Iran, d'où partiront sous Houlagou Khan les attaques contre les actuels  Irak, Syrie et Turquie. En attendant, le nouveau territoire devient rapidement une base arrière pour les campagnes des armées mongoles en direction du Caucase, de la Géorgie et de la Russie.
Cette guerre a également soulevé l’importante question de la succession. Gengis n’est pas jeune lorsque la guerre commence et il a quatre fils, qui sont tous des guerriers ayant chacun leurs propres fidèles. Cette rivalité est à deux doigts d'éclater pendant le siège d'Ourguentch et Gengis est contraint de s’appuyer sur son troisième fils, Ögödei, à la fin de la bataille. Après la destruction d’Ourguentch, Gengis choisit officiellement Ögödei comme successeur, établissant ainsi la règle voulant que les futurs Khans doivent être des descendants directs de leurs prédécesseurs. Malgré la mise en place de cette règle, les quatre fils sont à deux doigts d'en venir aux mains, ce qui montre l’instabilité de l'empire créé par Gengis Khan.